# 香港コロシアム

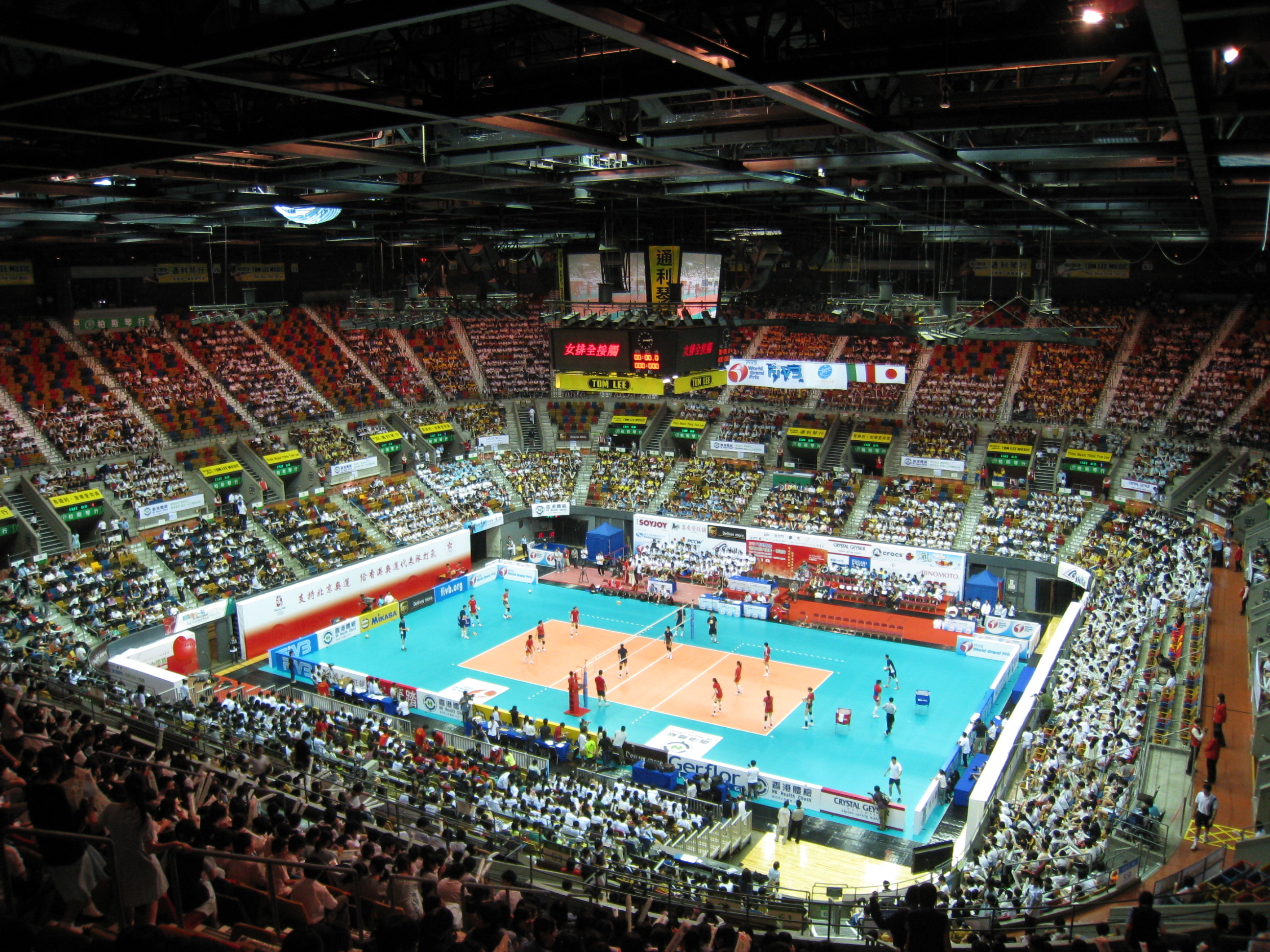
2008年バレーボール・ワールドグランプリ開催中の香港コロシアム

香港コロシアム、または紅磡体育館、紅磡香港体育館（こうかんホンコンたいいくかん、Hong Kong Coliseum、紅磡香港體育館）は香港にある屋内競技場。

## 概要
香港政府によって建てられた屋内競技場。香港ではアジアワールド・エキスポ（亞洲國際博覧館）に次ぐ規模を持つアリーナである。完成当時、香港メディアはダイヤモンド型をした外観を「世界で最も独特の形をした建築物のひとつ」と称した。体育館と名称が付いているが、スポーツ関連のイベントはほとんど行われず、コンサート会場としてに使用される事が多い。
香港および中華圏では「紅館」の略称で知られ、ここでコンサートを開催する事は、日本における武道館でコンサートを行うような位置づけであり、「紅館公演の実現」を憧れとして活動するアーティストは多い。
中華圏ではフェイ・ウォン、張敬軒、林家謙、容祖兒、周華健、レスリー・チャン、サリー・イップ、ケリー・チャン、ジェイ・チョウ、F4、五月天、ワン・リーホン、S.H.E、光良などがコンサートを行っている。
欧米のアーティストでは、エルトン・ジョン、ロッド・スチュワート、オリビア・ニュートン・ジョン、エリック・クラプトン、ホイットニー・ヒューストン、リッキー・マーティンなどが、日本のアーティストでは、西城秀樹、安全地帯、徳永英明、CHAGE&ASKA、KinKi Kids、松任谷由実、浜崎あゆみ、安室奈美恵がコンサートを行っている。
韓国のアーティストでは、芸能事務所SMエンタテインメントの香港初コンサート「SMTOWN Special Stage in Hong Kong」にSUPER JUNIOR-D&E、イェソン、SHINee、ルナ、EXO、Red Velvet、NCT127、NCT DREAMが出演。同コンサートは2017年に香港政府観光局が主催した「ICBC(Asia) eスポーツ＆ミュージックフェスティバル香港」の一環として8月5日に行われた。
コンサート以外では、毎年香港電影金像奨授賞式や、ミス香港の発表などが行われている他、2008年にはバレーボール・ワールドグランプリが行われた。また、2009年12月の東アジア競技大会にも使用された。

## 歴史
- 1960年代、香港市政局によって国際的標準を満たした体育館建設計画が持ち上がる。その後、紅磡港を埋め立てた土地に建設が決定。
- 1977年、正式に工事が開始され、1981年8月工事完了。
- 1983年4月27日、当時の香港総督エドワード・ユード伯爵（Edward Youde）によってこけらおとしが行われる。この模様はテレビで生中継された。
- 2008年、7月からおよそ半年をかけて改修工事を行った。

## 交通
MTR，東鉄線屯馬線紅磡駅下車。